# Nikolai Alexandrowitsch Kudrjawzew

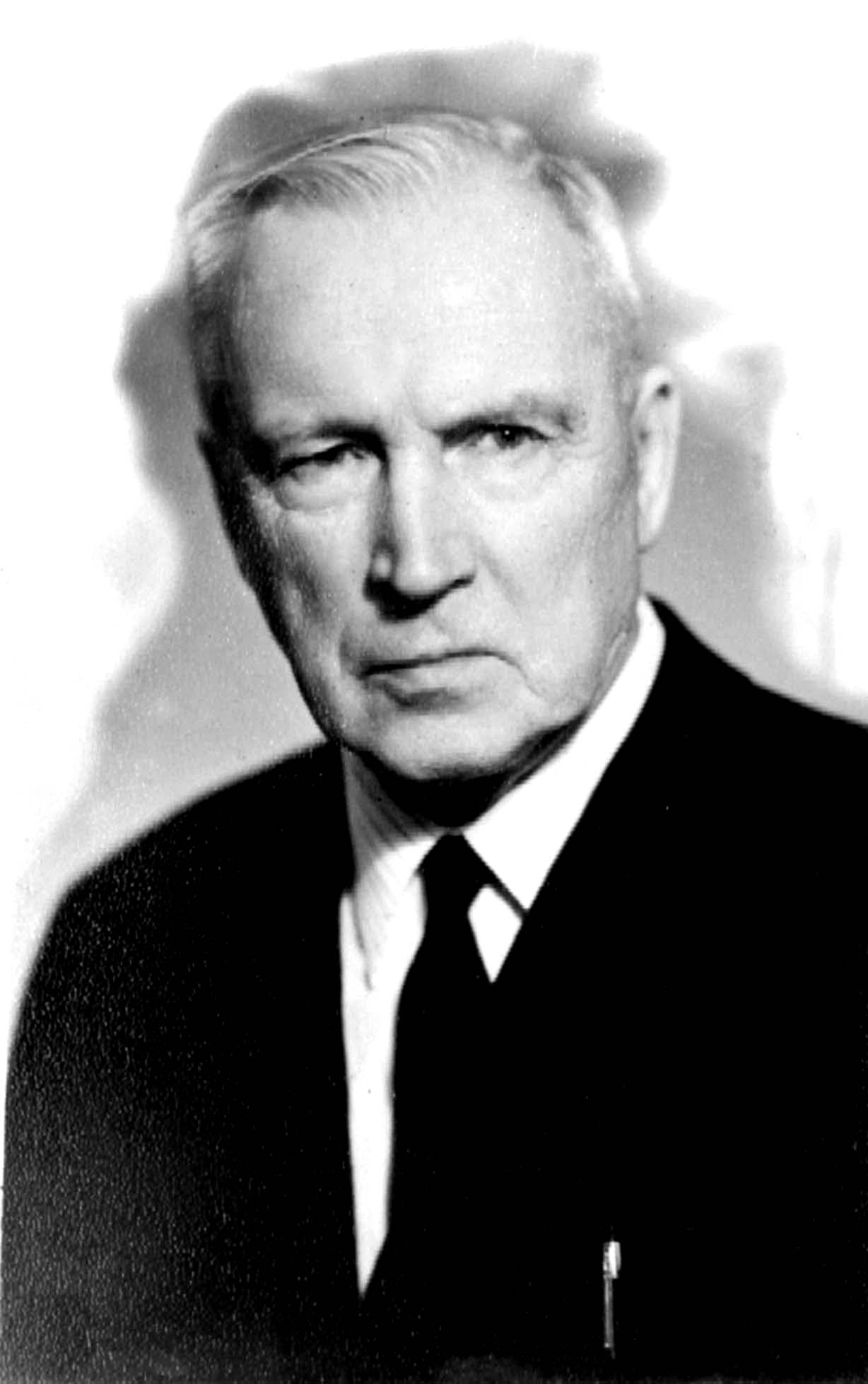
Nikolai Kudrjawzew

Nikolai Alexandrowitsch Kudrjawzew, russisch Николай Александрович Кудрявцев, englische Transkription Kudryavtsev, (* 21. Oktober 1893 in Opotschka; † 12. Dezember 1971 in Leningrad) war ein sowjetischer Erdölgeologe, bekannt für seine abiotische Theorie der Entstehung von Erdöl und Erdgas.

## Leben
Kudrjawzew studierte am Bergbauinstitut in Leningrad und war ab 1920 als Geologe beim Geologischen Komitee, ab 1929 am All-Unions-Institut für Geologische Forschung (WNIGRI). 1936 habilitiert er sich (russischer Doktortitel) und 1941 wurde er Professor in Leningrad. Während der Stalinära war er einige Jahre im Gulag und durfte sich danach nicht in den Metropolen der Sowjetunion aufhalten. 
Er entdeckte einige Öl- und Gasfelder zum Beispiel in Tschetschenien (Region Grosny), Zentralasien und in arktischen Regionen (Timanrücken, Petschora-Gebiet). Er prospektierte in Georgien und organisierte ab 1947 ein erfolgreiches Erkundungsprogramm zur Öl- und Gassuche in Westsibirien.
Er vertrat seit 1951 eine Außenseiter-Theorie der nicht-biologischen Entstehung von Öl- und Gasfeldern. Angesichts der großen Menge an Kohlenwasserstoffen in den kanadischen Athabasca-Ölsanden hielt er einen organischen Ursprung für unwahrscheinlich. Er diskutierte mehrere Beispiele, in denen Kohlenwasserstoffe an Orten zu finden waren, die gegen eine biologische Entstehung sprachen, was von der Mehrzahl der Geologen allerdings als Folge der Wanderung der Kohlenwasserstoffe in Nachbargestein erklärt wird. Nach Kudrjawzew stammten die Kohlenwasserstoffe aus dem Erdmantel und wanderten (in Form von Methan) von dort in die Speichergesteine der Erdkruste, wo sie teilweise biologisch umgeformt wurden. Er baute die Theorie weiter aus, publizierte Bücher darüber und fand eine Reihe von Anhängern unter sowjetischen Geologen wie dem Erdölgeologen Wladimir Porfirjew (1899–1982), Professor in Lemberg und Kiew. Im Westen war Thomas Gold der bekannteste Vertreter dieser von der überwiegenden Mehrzahl der Geologen und Geochemiker als widerlegt geltenden Theorie, die Vorläufer in Ideen des 19. Jahrhunderts hatte (ein bekannter Anhänger war der Chemiker Dmitri Mendelejew). Kudrjawzew und seine Anhänger benutzten die Theorie als Basis für ihre Suche nach Öl und Gas. Hier formulierte er Kudrjawzews Regel: findet man Kohlenwasserstoffe in einer Schicht, wird man sie auch in anderen Schichten und eventuell anderer Form bis zum Grundgebirge finden, wobei Erdgas in der Regel am tiefsten liegen sollte.

## Schriften
- Tiefe Verwerfungen und Ölfelder, Leningrad 1963 (russisch)
- Öl, Gas und festes Bitumen in Eruptivgesteinen und metamorphen Gesteinen, VNIGRI Proc., 1959 (russisch)
- Entstehung von Öl und Gas, Leningrad 1973 (russisch)